# II. Celesztin (ellenpápa)
II. Celesztin (? – 1126/1127) uralkodói néven lépett fel a római katolikus egyház történetének huszonnegyedik ellenpápája. A krónikák Celesztin életéről és működéséről alig szólnak, és így homály burkolja azt a pápaválasztó zsinatot, amely a 12. század egyik legkülönösebb választása volt.
Celesztin eredetileg Teobaldo Buccapecus néven született valószínűleg egy tehetős római családban. Egyházi pályájáról elsőként 1121. április 17-én írtak a krónikák, amikor II. Kallixtusz pápa a római Santa Maria Nuova-templom fődiakónusának szentelte fel. Később 1123. április 6-án már a szintén Rómában álló Sant’Anastasia al Palatino bíborosa volt.
Callixtus váratlan halála után a császárpárti nemességtől tartva a klérus a San Pankratius-templomban ült össze újabb pápát választani. 1124. december 15-én végül a pápai törvényeknek megfelelően megválasztották Teobaldo bíborost az egyház fejének. Azonban a császárhű nemesek, Leo Frangipani vezetésével betörtek a templomba, és fegyverrel kényszerítették az atyákat, hogy Callixtus helyét az általuk támogatott Lamberto Scannabecchire bízzák. Az összegyűlt bíborosok végül engedtek a fegyvereseknek, és Lambertot, Ostia bíborosát is megválasztották pápának, aki felvette a II. Honoriusz uralkodói nevet.
Az igazsághoz hozzá tartozik, hogy az éveken keresztül Németországban tárgyaló Lamberto az egyik legmegbecsültebb bíboros volt, akinek a nevéhez kötődött a wormsi konkordátum megalkotása. A zavaros választás után Honorius tárgyalásra hívta Celesztint, hogy rendezzék az egyházfői tisztet. Celesztin december 16-án lemondott Szent Péter trónjáról, és ezzel megszűnt a pápai méltóság kettőssége. Honorius a fegyveres nemesek nélkül újra összehívta a bíborosokat, hogy azok valóban saját akaratukból megerősítsék Honorius címét.
Ennek értelmében tehát II. Celesztin nem volt valójában ellenpápa, ugyanis a törvényeknek megfelelően került az egyház élére. Azonban az egyházi források egyike sem említi a pápák hivatalos jegyzékében. Igaz, a trónt sosem foglalta el, mégis a krónika például II. Istvánt is megemlíti, aki meghalt, mielőtt trónra léphetett volna. Önkéntes lemondása után II. Celesztin életéről semmi sem maradt fenn. 